# Egipto bíblico

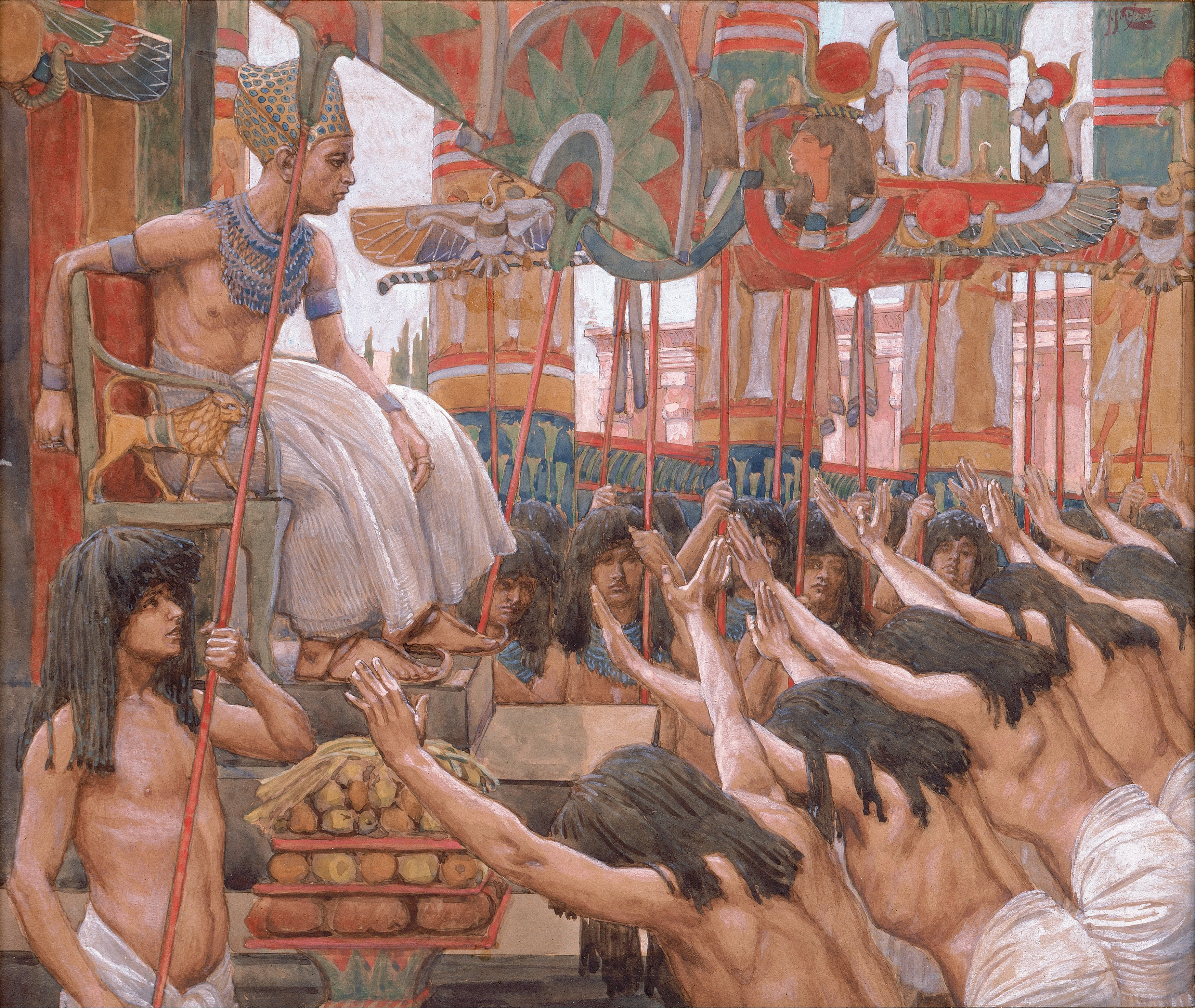
José en Egipto pintado por James Jacques Joseph Tissot, c. 1900

El «Egipto bíblico» (מִצְרַיִם; «Mīṣrāyīm»), o Mizraim, es un término teológico utilizado por historiadores y eruditos para diferenciar entre el Antiguo Egipto tal y como se describe en los textos judeocristianos y lo que se conoce de la región a partir de las pruebas arqueológicas. Junto con Canaán, Egipto es uno de los lugares más mencionados en la Biblia, y su pueblo, los egipcios (o Mitsri), desempeña un papel importante en la historia de los israelitas. Aunque la interacción entre Egipto y los pueblos semíticos cercanos está atestiguada en fuentes arqueológicas, no corroboran el relato bíblico.
El Libro del Génesis y el Libro del Éxodo describen un período de esclavitud hebrea en Egipto, desde su asentamiento en la Tierra de Gosén hasta su huida y el viaje a través del desierto hasta el Sinaí. Según la cronología interna de la Biblia hebrea, esto correspondería aproximadamente al Nuevo Reino de Egipto durante la Edad del Bronce tardía.
En la Biblia, varios judíos se refugiaron en Egipto tras la destrucción del Reino de Judá en el 597 a. C. y el posterior asesinato del gobernador judío Gedalías (2 Reyes 25:22-24, Libro de Jeremías 40:6-8). Al enterarse del nombramiento, la población judía huyó a Moab, Ammón, Edom y a otros países y regresó a Judá (Jeremías 40:11-12). En Egipto, se establecieron en Migdol, Tahpanhes, Noph, y Pathros (Jeremías 44:1).

## Representación

### En el Libro del Génesis
En el Libro del Génesis, Abraham y Sara, junto con su sobrino Lot, vivían en Canaán cuando una hambruna azotó la zona y, por ello, el grupo viaja a Egipto, donde el faraón, prendado de la belleza de Sara, la convierte en su concubina, sin saber que está casada porque Abraham se presenta como su hermano, no como su marido. El faraón le da varios regalos a Abraham a cambio de Sara, en forma de ganado y esclavos, uno de los cuales es Agar, que más tarde se convertiría en la concubina de Abraham y la madre de su hijo primogénito, Ismael. No está claro cuánto tiempo vivió Sara en el palacio del faraón, aunque se sabe que el SEÑOR golpeó al faraón y a los miembros de su casa, excepto a Sara, con una plaga, y el faraón dedujo que Sara era de alguna manera la causa. Al enterarse de que Sara era la esposa de Abraham, y no solo su hermana, la liberó y no le pidió a Abraham que le devolviera el ganado o los esclavos, y se fueron de Egipto sin interrupción, con una gran riqueza.

«Y hubo hambre en la tierra, y Abram descendió a Egipto para residir allí, porque el hambre era grave en la tierra.»

 Más adelante en el Libro del Génesis está la historia del bisnieto de Abraham y Sara, José, el undécimo hijo de Jacob y su primer hijo con su segunda esposa, Raquel. Se dice que Jacob prefiere a José a todos sus otros hijos, lo que provoca tensión entre José y sus hermanos, y así, lo venden como esclavo a un grupo de midianitas viajeros que se dirigían a Egipto, donde lo compra la mujer de Putifar, el capitán de la guardia. José se desempeña bien como miembro de la casa de Potifar, y es muy respetado por su amo, hasta que la esposa de Potifar, despreciada por José, lo acusa falsamente de intentar violarla y, como resultado, José es encarcelado. Durante su encarcelamiento, José interpreta con éxito los sueños de dos compañeros de prisión, ambos sirvientes del faraón, uno de los cuales es condenado a muerte y el otro vuelve a las gracias del faraón. José le ruega al copero del faraón, el prisionero que vuelve a las gracias del faraón, que le hable al faraón de él, pero no lo hace durante algún tiempo, hasta que el faraón se ve perturbado por sueños como lo estuvo el copero. José le revela a Faraón que sus sueños son señales de una gran hambruna que está por venir, y por su servicio, Faraón nombra a José visir de Egipto y le da una esposa egipcia, Asenat. Cuando la hambruna golpea gran parte de la región, no solo Egipto, los egipcios están tan bien preparados para ella que tienen un excedente de grano, que los extranjeros vienen a comprar, entre ellos, los hermanos de José, que no lo reconocen. Más tarde, José llama a toda la familia de Jacob, que cuenta con setenta personas, para que venga a vivir a Egipto con él, en la tierra de Gosén.

Entonces pasaron unos mercaderes madianitas; sacaron a José del pozo, lo levantaron y lo vendieron a los ismaelitas por veinte piezas de plata; y llevaron a José a Egipto.

### En el Libro del Éxodo

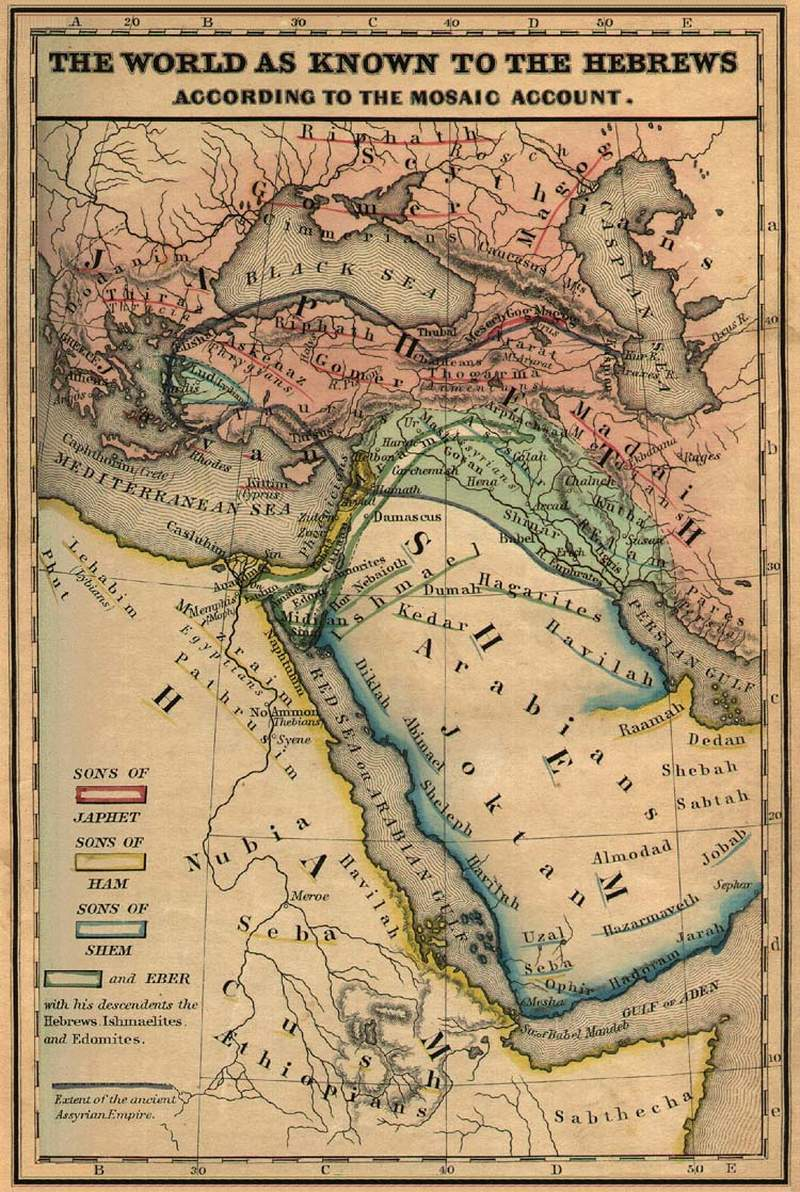
El mundo conocido por los hebreos según el relato mosaico (mapa de 1854), del Historical Textbook and Atlas of Biblical Geography de Lyman Coleman.

En el Libro del Éxodo, los israelitas, descendientes de José y sus hermanos, siguen viviendo en la tierra de Gosén, y ahora son esclavos, golpeados, violados y explotados por los señores egipcios bajo el reinado de un nuevo y tiránico faraón. Un tataranieto del hermano de José, Leví, Moisés, nace en una época en la que el faraón ha decretado que todos los varones hebreos recién nacidos sean asesinados y él se salva de las órdenes del faraón gracias a la hija del Faraón, que lo rescata del río Nilo y lo cría como a su propio hijo. Durante un tiempo, Moisés abandona Egipto, para escapar del castigo por la muerte de un egipcio que había golpeado a un israelita, y se va a Madián, donde comienza una nueva vida, pero regresa a Egipto para liberar a sus hermanos, elegido por el SEÑOR para hacerlo. Allí, con su hermano Aarón y su hermana Miriam, Moisés exige la liberación de su pueblo, pero el faraón se niega y, por su obstinación, él y su pueblo sufren las Plagas de Egipto, el hambre, los enjambres de insectos y, sobre todo, la muerte de todos los primogénitos egipcios. El faraón es finalmente derrotado por el SEÑOR y los israelitas, junto con los esclavos liberados de otras naciones retenidos por el faraón, cruzan el Mar Rojo para ir a la Tierra Prometida.

Y el Señor dijo a Moisés en Madián: «Vete, vuelve a Egipto, porque todos los hombres que buscaban tu vida han muerto.

### En los Libros de los Reyes
En los Libros de los Reyes, se dice que Salomón, el rey del Reino de Israel e hijo de David, se casó con la hija del Faraón, cuyo nombre no se menciona, y recibió la ciudad de Gezer como parte de su dote. No se escribe nada más sobre la naturaleza personal de la hija del faraón o sobre su relación con Salomón. Sin embargo, se cree que su relación, y la disposición de Salomón a tomar esposas de otras naciones, en violación de las leyes contra el matrimonio mixto en el Libro del Deuteronomio, contribuyeron a su caída. Se dice que Salomón obligó a sus esposas extranjeras y construyó templos para sus dioses en la tierra de Israel, y después de su muerte a los sesenta años, relativamente joven para un personaje bíblico, las tribus de Israel no aceptaron a su heredero, Roboam, hijo de la mujer amonita Naama, como gobernante y así, la monarquía unida de Israel fracasó.

Y Salomón se casó con la hija del faraón, y la trajo a la ciudad de David, hasta que hubo terminado de construir su propia casa, la casa del Señor y el muro de Jerusalén alrededor.

 También en los Libros de los Reyes también se encuentra la historia de Jeroboam, un antiguo sirviente de Salomón que más tarde conspiró contra él y, cuando su complot fue revelado, huyó a Egipto, donde el faraón Shishak lo protegió hasta la muerte de Salomón. Aunque no se le identifica en la Biblia hebrea, en la Septuaginta, se dice que Jeroboam se casó con una pariente cercana de Shishak, llamada Ano, que era la hermana mayor de Tahpenes.

Por lo tanto, Salomón intentó matar a Jeroboam. Y Jeroboam se levantó y huyó a Egipto, donde Shishak, rey de Egipto, y estuvo en Egipto hasta la muerte de Salomón.

### En los Libros de las Crónicas
En los Libros de las Crónicas, Roboam, hijo de Salomón y primer rey de Judá, es atacado en el quinto año de su reinado por un faraón egipcio, cuyo nombre personal se da como Sisac, a quien algunos historiadores han identificado con Sheshonq I. Está escrito que Roboam pudo haber esperado un ataque, ya que fortificó quince ciudades importantes, entre ellas Belén y Hebrón, pero sus esfuerzos no fueron suficientes, ya que Shishak llegó con 1200 carros y 60 000 soldados, no solo egipcios sino también libios, suquitas y cusitas. Como resultado de su derrota, Judá se convirtió en un estado vasallo, subordinado a Egipto. La invasión de Judá por parte de Shishak se describe como la ira del Señor, ya que los israelitas habían abandonado al Señor y, por lo tanto, el Señor los dejó en manos de Shishak. Los israelitas se humillan y el Señor evita una mayor destrucción de su pueblo, pero aún así ordena que los israelitas se conviertan en siervos de Shishak.

Y sucedió que en el quinto año del rey Roboam, Sisac, rey de Egipto, subió contra Jerusalén, porque habían pecado contra el Señor.

### En el Evangelio de Mateo
En el Evangelio de Mateo, parte del Nuevo Testamento, se dice en Mateo 2:13-Mateo 2:23, 23 que José, el padre terrenal de Jesús de Nazaret, recibe la visita de un ángel en un sueño, quien le dice que se lleve a María y a Jesús y se vaya a Egipto, para evitar que Jesús sea asesinado por el rey Herodes I, llamado la Huida a Egipto. Después de la muerte de Herodes, regresan a Nazaret.

Y cuando se fueron, he aquí que el ángel del Señor se apareció a José en sueños, diciendo: Levántate, toma al niño y a su madre, y huye a Egipto, y permanece allí hasta que yo te avise, porque Herodes buscará al niño para matarlo.

## Realidad histórica
Según Shaye J. D. Cohen, «la mayoría de los israelitas eran en realidad de ascendencia cananea; sus antepasados no participaron en el Éxodo de Egipto; los israelitas no construyeron las pirámides». De hecho, la Biblia nunca afirma que los israelitas construyeran las pirámides, ni tampoco se mencionan las pirámides en ella. 

Flavio Josefo (Contra Apionem I:26–31) identificó a los primeros israelitas y al Éxodo con los hicsos y su expulsión. Tal identificación, que debemos rechazar por motivos cronológicos, puede provenir de los recuerdos de una población semítica occidental que vivió en el delta oriental durante bastante tiempo, desde finales de la XII dinastía (hacia 1830 a. C.) hasta el período ramésida. Ref.

La mayoría de los estudiosos modernos creen que algunos elementos de la historia del Éxodo podrían tener alguna base histórica, pero que dicha base tiene poco parecido con la historia narrada en el Pentateuco.

## Egipcios notables en la Biblia
- Asenat, la esposa de José
- Bithia, la hija del faraón, la madre adoptiva de Moisés
- El egipcio, un profeta escatológico judío
- Agar, la segunda esposa de Abraham, antigua sirvienta de Sara, y madre de Ismael
- Hija del faraón, esposa de Salomón
- Putifar, el amo de José
- Esposa de Putifar, llamada Zulaica en fuentes extrabíblicas
- Poti-Feres, padre de Asenat, esposa de José y madre de Manasés y Efraín
- Sisac, faraón de Egipto